# Manuel Ravago
Manuel Ravago (Cagayan de Oro, 5 maart 1870 - 10 juni 1937) was een Filipijns schrijver en dichter.

## Biografie
Manuel Ravago werd geboren op 5 maart 1870 in Cagayan de Oro in de Filipijnse provincie Misamis Oriental. Hij groeide op op Camiguin en werd op zijn zesde naar Manilla gestuurd voor een opleiding aan de Ateneo de Manilla en later het Colegio de San Juan de Letran. Nadien studeerde hij aan het San Carlos-seminarie met de bedoeling om priester te worden. In 1889 verliet hij het seminarie echter en enkele maanden later was hij getrouwd.
In 1896 werd voor het eerst een gedicht van Ravago gepubliceerd in Revista Catolica de Filipinas. In 1913 schreef hij artikelen voor het maandblad Cultura Social. Ook schreef hij een column genaamd A Treinta Dias Vista onder het pseudoniem Juan de Saavedra. Nadien beschreef hij in een serie artikelen in Cultura Social en La Defensa zijn pelgrimstocht naar Jeruzalem, Rome en Lourdes. Zijn werk dat hij gedurende deze pelgrimstocht schreef werd, aangevuld met andere werk, uitgebracht in het boek Peregrinando. Hiervoor won hij in 1928 een Premio Zobel, een jaarlijkse literatuurprijs voor Filipijnse schrijvers in de Spaanse taal.
Voor zijn literaire werk kreeg Ravago op 23 januari 1925 van de Spaanse regering een Cruz de la Orden de la Carlos III. De Paus onderscheidde hem met een Pro Ecclesia et Pontifice.
Ravago overleed in 1937 op 67-jarige leeftijd aan de gevolgen van kanker. Met zijn eerste vrouw kreeg hij drie kinderen. Na de dood van zijn vrouw hertrouwde hij met Pelagia Madriguera.

## Bron
- Manuel E. Arsenio, Magdalena Avenir Manuel (1995) Dictionary of Philippine Biography, Volume IV, Filipiniana Publications, Quezon City